# Pterolophia siporensis
Pterolophia siporensis är en skalbaggsart som beskrevs av Stefan von Breuning 1939. Pterolophia siporensis ingår i släktet Pterolophia och familjen långhorningar. Inga underarter finns listade i Catalogue of Life.